# Te echo de menos
"Te echo de menos" es una canción interpretada por el artista puertorriqueño-estadounidense Chayanne, incluido en su undécimo álbum de estudio Cautivo (2005) La canción está escrita y a la misma vez producida por el actor y cantante puertorriqueño Carlos Ponce junto a Freddy Piñero, Jr. Se lanzó como el segundo sencillo del álbum en octubre de 2005 bajo el sello discográfico Sony BMG Norte.

## Lista de canciones

### Descarga digital[4]
| Te echo de menos — Single |                    |          |  |
| N.º                       | Título             | Duración |  |
| 1.                        | «Te echo de menos» | 3:28     |  |

## Posicionamiento en listas
| Listas (2007)                    | Máxima posición |
| -------------------------------- | --------------- |
| Top 100 mexicano                 | 57              |
| U.S. Billboard Hot Latin Tracks  | 15              |
| U.S. Billboard Latin Airplay     | 15              |
| U.S. Billboard Latin Pop Airplay | 2               |